# Burgruine Ortenstein

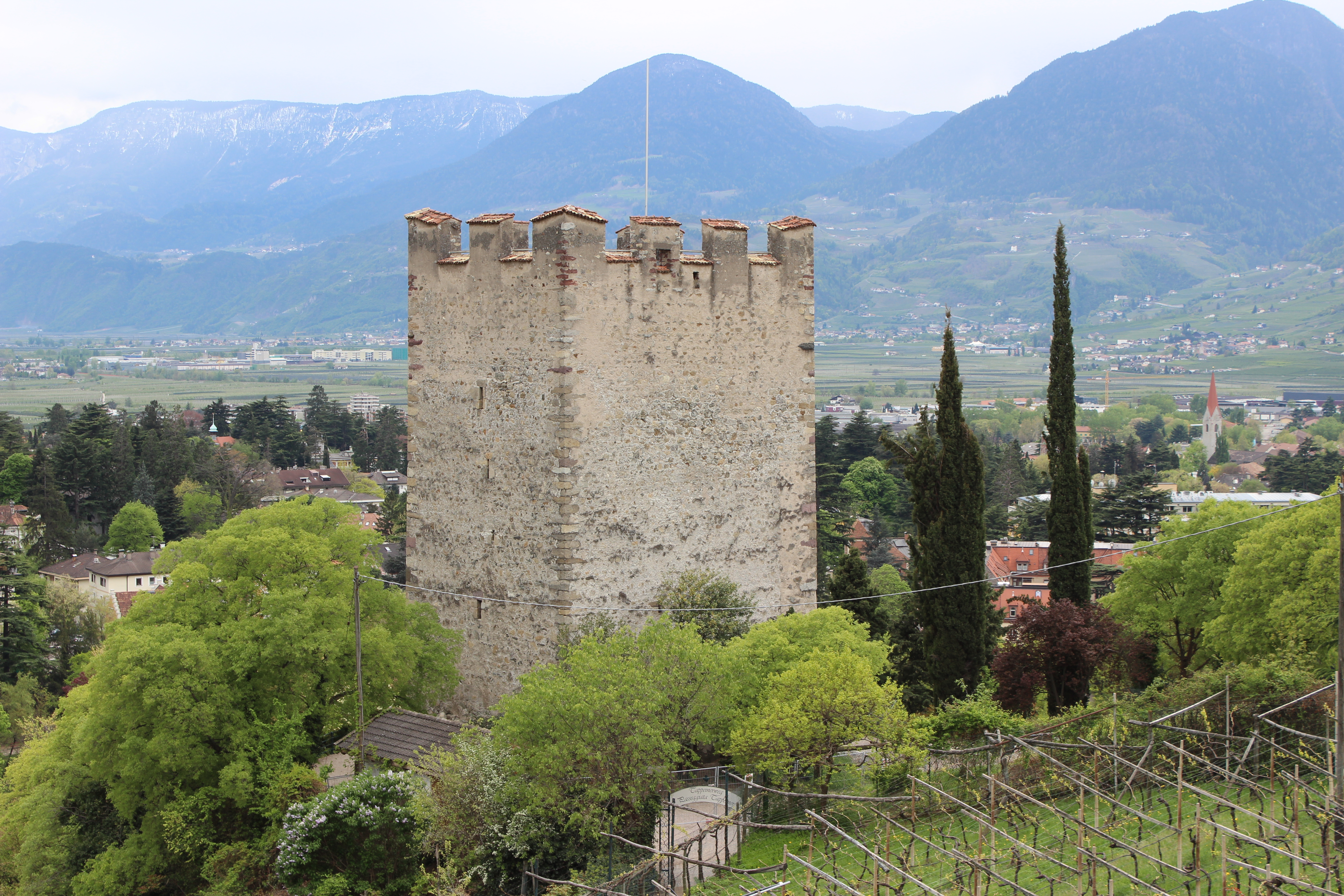
Der Pulverturm: Bergfried der Burgruine Ortenstein

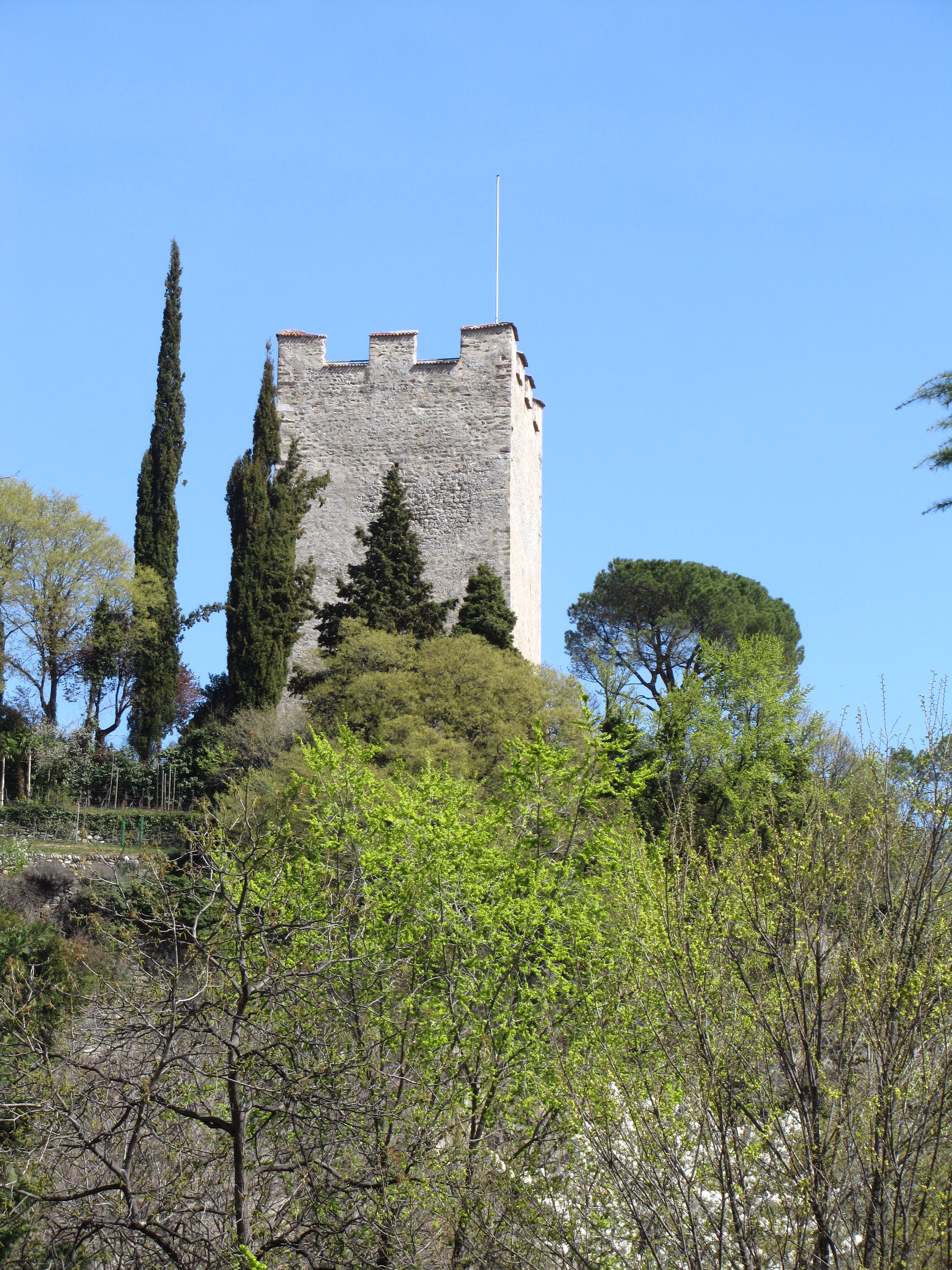
Der Pulverturm erhöht über der Stadt Meran

Die Burgruine Ortenstein  (italienisch Rovina Ortenstein) befindet sich am Südhang des Küchelbergs bzw. Zenobergs über der Kurstadt Meran in Südtirol (Italien) und besteht heute nur noch aus dem Bergfried der Burg, dem Pulverturm.
Der Turm hat eine Höhe von 12 Metern, in seinem Inneren befindet sich eine Stahlkonstruktion mit Treppen. Von der Burg selbst sind nur sehr wenige Informationen überliefert, da sie bereits früh zerstört wurde.

## Geschichte
Die Burg Ortenstein wurde im 13. Jahrhundert von den Grafen von Tirol erbaut, aber bald darauf durch militärische Handlungen zerstört, sodass heute nur noch der Bergfried existiert. Der Bergfried wurde im 17. und 18. Jahrhundert als Sprengpulverlager verwendet, daher auch sein heutiger Name Pulverturm.

## Verbindung zur Kurstadt
Die Burg Ortenstein war im Verbund mit dem nahen Passeirer Tor Teil der Stadtmauer von Meran. Der Bergfried diente nach der Zerstörung der Burg auch als Zufluchtsort der Meraner Bevölkerung bei Kriegen. Heute markiert er das östliche Ende der Tappeinerpromenade.